# الریس کارگو
الریس کارگو (به انگلیسی: Al Rais Cargo) یک شرکت هواپیمایی است که در تاریخ ۱۹۸۳ میلادی تأسیس شده است. دفتر مرکزی الریس کارگو در دبی، امارات متحده عربی واقع شده‌است و قطب این شرکت هواپیمایی در فرودگاه بین‌المللی دبی قرار دارد.